# گاه‌شمار مکانیک کلاسیک

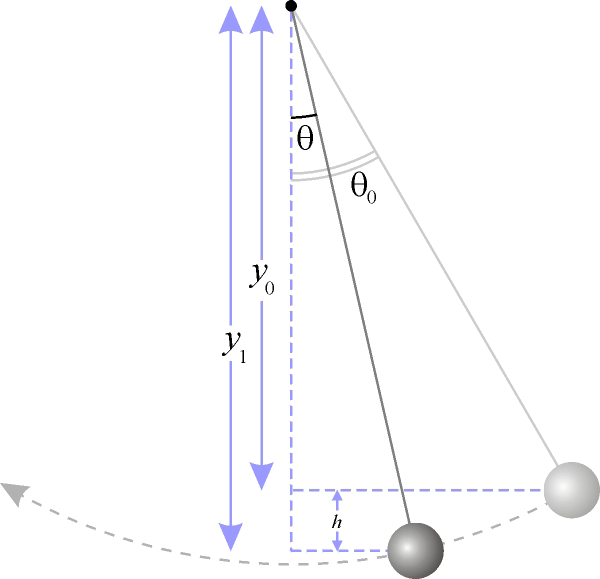
نوسان یک آونگ از مسائل مشهور مکانیک کلاسیک

در این نوشتار گاه‌شمار مکانیک کلاسیک به صورت فهرست ارائه شده است.

## مکانیک ابتدایی
- قرن چهارم قبل از میلاد - ارسطو فیزیک ارسطویی را بنیان می‌گذارد
- قرن چهارم قبل از میلاد - ستاره‌شناسان بابل موقعیت سیاره مشتری را به کمک نظریه سرعت میانگین محاسبه کردند
- ۲۶۰ سال قبل از میلاد - ارشمیدس بر روی قانون اهرم‌ها و اصل ارشمیدس کار کرد
- ۳۵۰ سال بعد از میلاد - تمیستیوس بیان می کند که اصطکاک ایستایی بزرگتر از اصطکاک جنبشی است.

## شکل‌گیری مکانیک کلاسیک (مکانیک نیوتنی)
- قرن ششم - جان فیلوپونوس نظریه میل را معرفی کرد که ابن سینا در سدهٔ یازدهم میلادی و هیبت‌الله ابوالبرکات البغدادی در سدهٔ دوازدهم میلادی، این نظریه را اصلاح کردند.
- قرن ششم - جان فیلوپونوس می گوید که با مشاهده، دو توپ با وزن های بسیار متفاوت تقریباً با سرعت یکسان سقوط می کنند. بنابراین او اصل هم ارزی را آزمایش می کند.

- 1021 - بیرونی از سه مختصات متعامد برای توصیف نقطه در فضا استفاده می کند[۱]

- ۱۶۸۷ - آیزاک نیوتن کتاب اصول ریاضی فلسفه طبیعی را منتشر کرد که در آن قوانین حرکت نیوتن و قانون جهانی گرانش را مطرح کرد